# 日本活血丹
日本活血丹（学名：Glechoma grandis）为唇形科活血丹属下的一个种。

## 扩展阅读
維基物種上的相關：日本活血丹